# Австрийски имперски окръг
Австрийският имперски окръг (на немски: Österreichischer Reichskreis) е един от имперските окръзи на Свещената Римска империя.
Австрийският окръг е образуван през 1512 г. и включва в себе си наследствените владения на Хабсбургите и няколко неголеми съседни княжества. Органите на управление на окръга напълно са доминирани от Австрия.

## Състав на окръга
В края на 18 век в окръга влизат следните територии:
| Територия        | Вид владение  | Принадлежност към 1792 г. | Секуларизация/медиатизация             | Принадлежност след 1815 г. |
| ---------------- | ------------- | ------------------------- | -------------------------------------- | -------------------------- |
| Австрия          | Ерцхерцогство | Независимо                | Независимо                             | Независимо                 |
| Бриксен          | Епископство   | Независимо                | Секуларизирано през 1803 г. от Австрия | Австрийска империя         |
| Хур              | Епископство   | Швейцария                 | Секуларизирано през 1803 г. от Австрия | Швейцария                  |
| Тарасп           | Сеньория      | Независима                | Медиатизирана през 1803 г. от Австрия  | Швейцария                  |
| Триент           | Епископство   | Независимо                | Секуларизирано през 1803 г. от Австрия | Австрийска империя         |
| Австрийска балия | Командорство  | Тевтонски орден           | Присъединено през 1803 г. към Австрия  | Австрийска империя         |
| Ан дер Еч        | Командорство  | Тевтонски орден           | Присъединено през 1803 г. към Австрия  | Австрийска империя         |

## Владения на Хабсбургите
Следните владения на Хабсбургите, макар и влизащи в състава на Австрийския имперски окръг, не предоставят на владетелите им право на глас в органите на управление на окръга:
| Територия      | Вид владение     | Принадлежност към 1792 г. | Принадлежност след 1815 г. |
| -------------- | ---------------- | ------------------------- | -------------------------- |
| Горна Австрия  | Ерцхерцогство    | Австрийска империя        | Австрийска империя         |
| Горица         | Графство         | Австрийска империя        | Австрийска империя         |
| Каринтия       | Херцогство       | Австрийска империя        | Австрийска империя         |
| Крайна         | Херцогство       | Австрийска империя        | Австрийска империя         |
| Предна Австрия | Няколко владения | Австрия                   | Баден, Вюртемберг, Бавария |
| Тирол          | Графство         | Австрийска империя        | Австрийска империя         |
| Триест         | Град             | Австрийска империя        | Австрийска империя         |
| Щирия          | Херцогство       | Австрийска империя        | Австрийска империя         |

## Територии, загубили статуса си на имперски владения
Следните територии имат участие в имперския райхстаг и органите на управление на Австрийския окръг през 16 век, но по-късно губят статуса си на имперски владения:
| Територия  | Вид владение | Принадлежност към 1792 г. | Принадлежност след 1815 г. |
| ---------- | ------------ | ------------------------- | -------------------------- |
| Фолкенщайн | Сеньория     | Австрийска империя        | Австрийска империя         |
| Гурк       | Епископство  | Австрийска империя        | Австрийска империя         |
| Лавант     | Епископство  | Австрийска империя        | Австрийска империя         |
| Лозенщайн  | Сеньория     | Австрийска империя        | Австрийска империя         |
| Рогендорф  | Сеньория     | Австрийска империя        | Австрийска империя         |
| Секау      | Епископство  | Австрийска империя        | Австрийска империя         |
| Хардег     | Графство     | Австрийска империя        | Австрийска империя         |
| Шаунберг   | Графство     | Австрийска империя        | Австрийска империя         |